# Yazdegerd 3.
Yazdegerd 3. eller Yazdgerd 3 (også stavet Yazdiger eller Yazdigerd, persisk : یزدگرد سوم, "lavet af Gud"), var den niogtyvende og sidste konge af Sassanideriget i Persien. Hans far var Shahryar og hans bedstefar var Khosrau 2. Yazdegerd 3. besteg tronen den 16. juni 632 da han var 8 år efter en række interne konflikter.